# Robô Ar-tur
Robô Ar-tur foi um brinquedo eletrônico fabricado pela Estrela e lançado no Brasil em 1982, chegou para substituir o robô Percival, e possuía controle remoto com apenas um botão, que tinha a função de parar e retroceder o brinquedo, pois assim que ligado o robô andava automaticamente para a frente, produzindo um som de buzina ao mesmo tempo . 
O seu nome AR-TUR foi uma homenagem a um famoso robô R2-D2, que estrelava no filme Guerra nas estrelas; a pronúncia de R2 em inglês é Ar-Two, e serviu de inspiração para o nome do brinquedo.  
Ar-tur foi sucesso de vendas na década de 1980 sendo um brinquedo por controle remoto.